# Buca del muschio
La grotta Buca del muschio è una grande cavità delle Alpi Apuane situata nel comune di Minucciano in Provincia di Lucca. È indicata anche con il sinonimo Abisso Satanachia dopo le scoperte che ne hanno esteso la profondità sino a −1040 metri, accreditandola come nona grotta italiana in ordine di profondità.

## Geografia
L'ingresso della Buca del Muschio si trova sulle pendici del Monte Grondilice presso Orto di Donna sulla catena delle Alpi Apuane. La buca fu scoperta dal Gruppo Speleo Pipistrelli Fiesole nel 1990 e accatastata con il numero n.1044/T/LU  quando terminava ad una profondità di −17 metri in corrispondenza di una frana ritenuta impraticabile.
Ad oggi, grazie al lavoro degli speleologi del "Gruppo Speleologico CAI Forte dei Marmi" e del "Gruppo Speleologico Lucchese CAI", è stata raggiunta la quota −1040 metri dall'ingresso: il fondo è stato raggiunto il 2 ottobre 2010 in corrispondenza di un sifone che attualmente individua la profondità massima della grotta.